# Rita Hunter
Rita Nellie Hunter (ur. 15 sierpnia 1933 w Wallasey, zm. 29 kwietnia 2001 w Sydney) – brytyjska śpiewaczka operowa, sopran.

## Życiorys
Studiowała u Edwina Francisa w Liverpoolu oraz Clive’a Careya i Redversa Llewellyna w Londynie. Początkowo występowała z Sadler’s Wells Chorus (1954–1956) i Carl Rosa Opera Company (1956–1958). Po uzupełniających studiach muzycznych u Evy Turner, dołączyła w 1959 roku do zespołu Sadler’s Wells Opera. Występowała jako sopran dramatyczny w operach Richarda Wagnera, wcieliła się w rolę Brunhildy w anglojęzycznej wersji Walkirii (1970) i kompletnej anglojęzycznej realizacji cyklu Pierścień Nibelunga (1973). Śpiewała też partie Amelii w Balu maskowym, Aidy w Aidzie, Santuzzy w Rycerskości wieśniaczej, Eglantyny w Euryanthe. W 1972 roku rolą Brunhildy debiutowała na deskach nowojorskiej Metropolitan Opera. Kreowała następnie tę partię w Monachium (1973), Barcelonie (1974), Buenos Aires i Los Angeles (1975), utrwaliła ją też na licznych nagraniach płytowych. Od 1981 roku występowała w Australii.
Komandor Orderu Imperium Brytyjskiego (1980). Opublikowała autobiografię Wait Till the Sun Shines, Nellie (1986).